# Plebejus seoki
Plebejus seoki är en fjärilsart som beskrevs av Shirôzu och Shibatani 1948. Plebejus seoki ingår i släktet Plebejus och familjen juvelvingar. Inga underarter finns listade i Catalogue of Life.